# Pencak silat

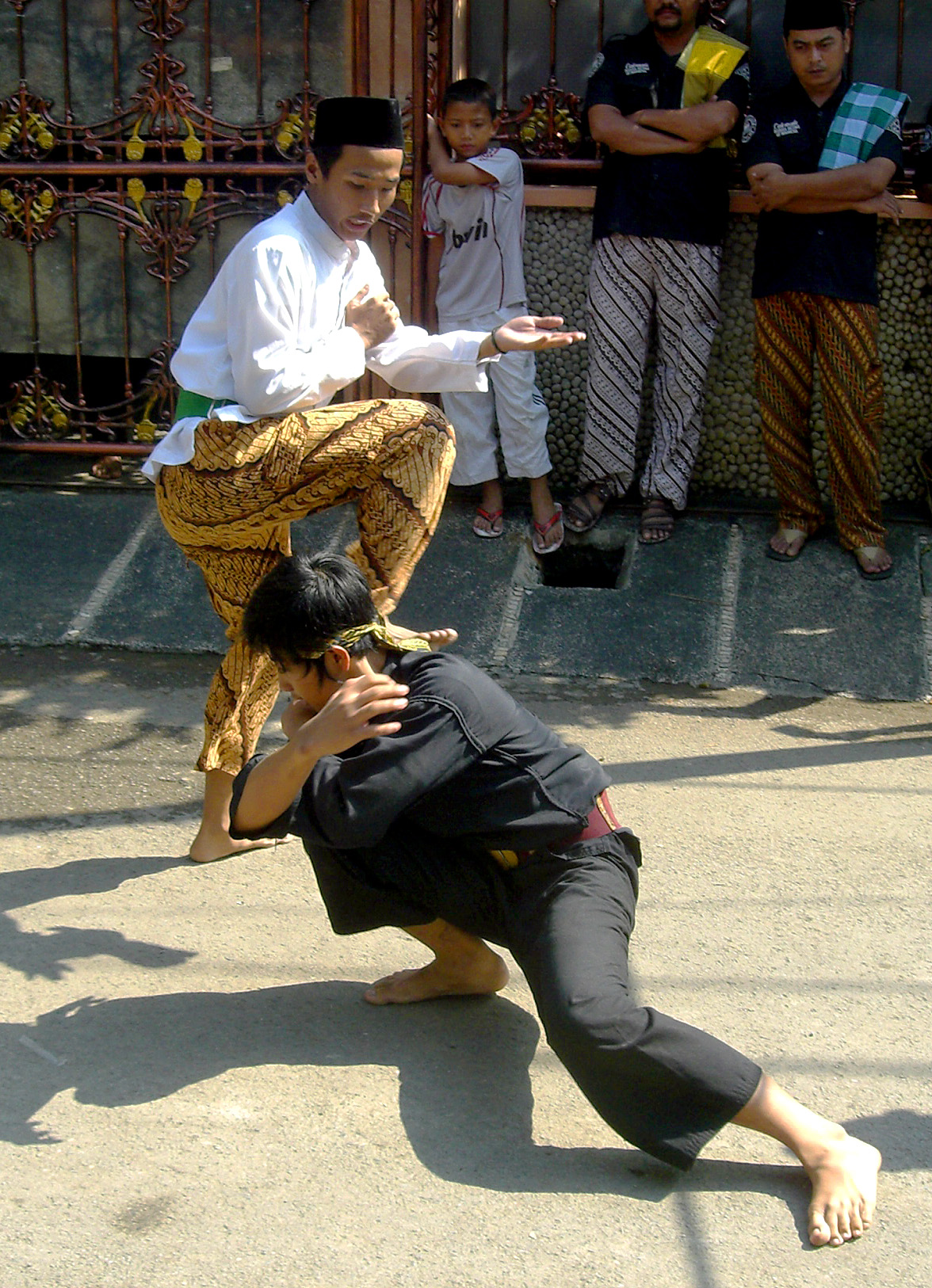
Demonstracja Pencak silat w Dżakarcie.

Pencak silat (wym. /ˈpɛntʃaʔ ˈsilat/) – zbiorcze określenie na wszystkie tradycyjne sztuki walki, wywodzące się z obszaru dzisiejszej Indonezji. Termin ten obejmuje wiele regionalnych stylów. Obecnie, dzięki emigrantom z Indonezji, tradycje te cieszą się popularnością również na Zachodzie, zwłaszcza w Holandii.

## Rodzaje broni stosowanych w pencak silat
- Kris: tradycyjny sztylet malajski
- Kujang: ostrze sundajskie

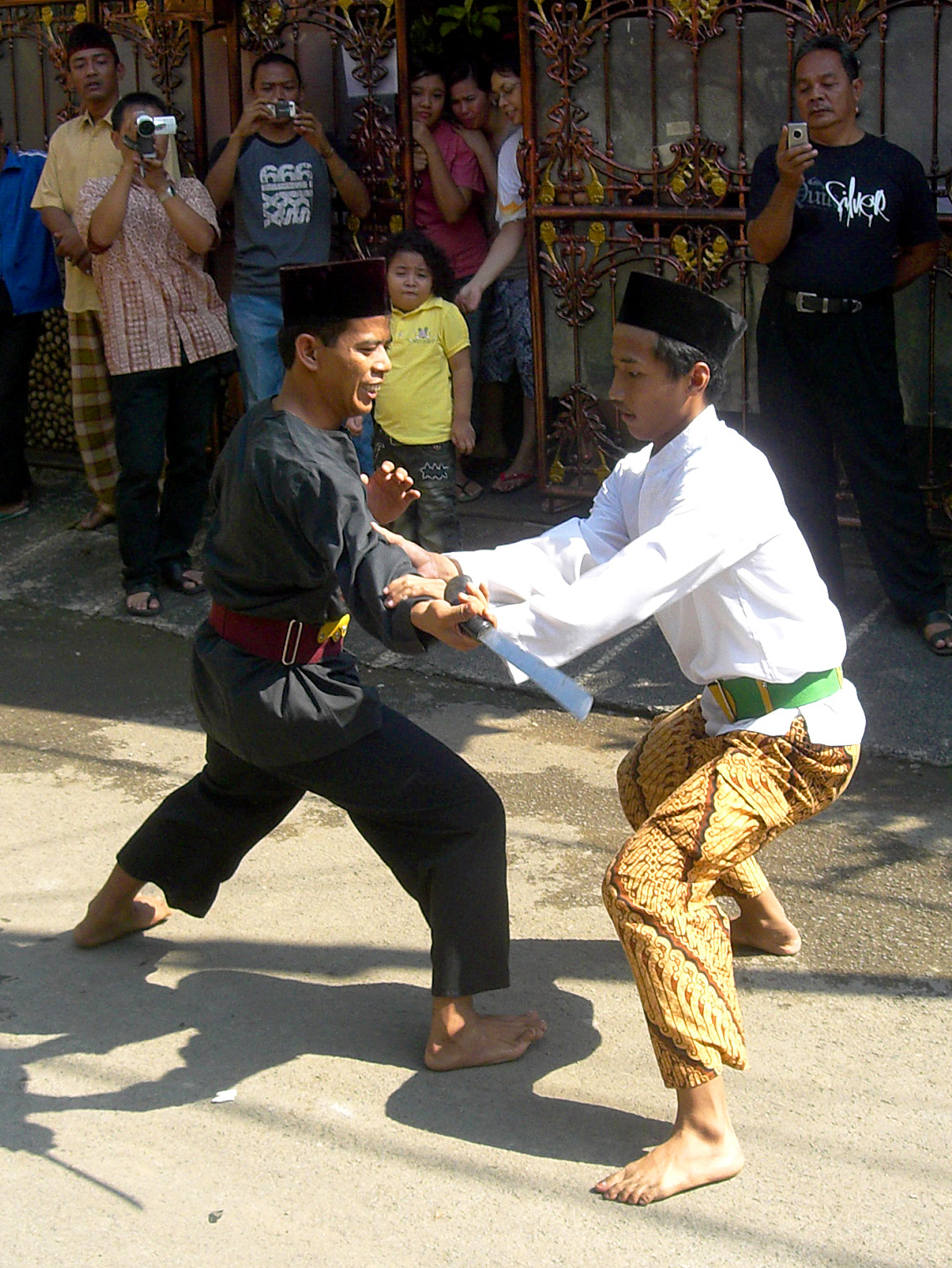
Demonstracja obrony przed nożem golok

- Samping/Linso: tkanina owinięta wokół ramienia, stosowana do obrony
- Batang/Galah: długi kij bambusowy
- Tongkat/Toya: laska podróżnicza
- Kipas: wachlarz wykonany z twardego drewna lub stali
- Kerambit/Kuku Machan: ostrze typu „szpon tygrysa”, ukrywane przez kobiety we włosach
- Sabit/Clurit: sierp
- Sundang: miecz o falistej klindze
- Rencong/Tumbuk Lada: zakrzywiony sztylet
- Gedak: maczuga
- Tombak/Lembing: rodzaj włóczni
- Parang/Golok: krótki, szeroki miecz, podobny do maczety
- Triśula: trójząb
- Cabang: trójząb o krótkim drzewcu